# Ekklesiologi
Ekklesiologi eller ecclesiologi (fra græsk ἐκκλησία og -λογια, kirkelære) er en disciplin inden for kristen teologi og drejer sig om læren om kirken og den kristne menighed.
Ekklesiologien omhandler kirkens rolle som et samfund eller en organisk enhed og forståelsen af hvad kirken er, og hvilken opgave den har, herunder dens betydning for frelsen,  forholdet til den historiske Jesus; desuden ledelse, hierarki og disciplin i kirken samt dens endelige skæbne, hvor ekklesiologien møder eskatologien. 

## Eksterne henvisnnger
- Litteraturliste Arkiveret 13. december 2006 hos  Wayback Machine til "Ekklesiologi og pneumatologi" fra Patristik.dk

- Præsentation (Webside ikke længere tilgængelig) og kort analysere fem forskellige danske teologers syn på ekklesiologi. De har alle stor indflydelse på dansk kirkeliv. Det drejer sig om Regin Prenter, Anna Marie Aagaard, Hans Raun Iversen, Poul Langagergaard og Ole Skjerbæk Madsen : deres bærende ekklesiologiske tanker og prioriteringer... ved Henrik Engelbrekt Nordborg (del af speciale (Webside ikke længere tilgængelig))

| Religion | Spire Denne religionsartikel er en spire som bør udbygges. Du er velkommen til at hjælpe Wikipedia ved at udvide den. |